# Кутлуевский сельсовет
Кутлуевский сельсовет — сельское поселение в Асекеевском районе Оренбургской области Российской Федерации.
Административный центр — село Кутлуево.

## История
9 марта 2005 года в соответствии с законом Оренбургской области № 1893/321-III-ОЗ образовано сельское поселение Кутлуевский сельсовет, установлены границы муниципального образования.

## Население
| 2010 | 2012 | 2013 | 2014 | 2015 | 2016 | 2017 |
| ---- | ---- | ---- | ---- | ---- | ---- | ---- |
| 770  | ↘712 | ↘684 | ↘648 | ↘621 | ↘604 | ↘584 |
| 2018 | 2019 | 2020 | 2021 |      |      |      |
| ↘564 | ↘523 | ↘473 | ↘456 |      |      |      |

## Состав сельского поселения
| № | Населённый пункт | Тип населённого пункта       | Население |
| - | ---------------- | ---------------------------- | --------- |
| 1 | Ивановка         | село                         | 244       |
| 2 | Кутлуево         | село, административный центр | 526       |